# Turøyna
Turøyna o Turøy es una isla del municipio de Fjell en la provincia de Hordaland, Noruega. Se ubica al oeste de las islas de Toftøyna y Misje en la parte norte del municipio. Antes de 1964, la isla pertenecía al extinto municipio de Herdla.
Viven cerca de 100 personas en la isla. El camino hacia el continente pasa por el puente de Turøy que une la isla con Toftøyna. El código postal de la isla es 5365 Turøy.
La isla es un buen punto para la observación de aves y hay una estación ornitológica.
La isla cobró notoriedad debido a la caída de un helicóptero que mató a 13 personas en abril de 2016.